# Маяно
Мая̀но (на италиански: Majano; на фриулски: Maian, Маян) е градче и община в Северна Италия, провинция Удине, автономен регион Фриули-Венеция Джулия. Разположено е на 170 m надморска височина. Населението на общината е 6080 души (към 2010 г.).